# El Redal
El Redal is een gemeente in de Spaanse provincie en regio La Rioja met een oppervlakte van 8,41 km². El Redal telt 140 inwoners (1 januari 2016).

## Demografische ontwikkeling
Bron: INE, 1857-2011: volkstellingen